# La Joya, Texas
La Joya là một thành phố thuộc quận Hidalgo, tiểu bang Texas, Hoa Kỳ. Năm 2010, dân số của xã này là 3985 người.

## Khí hậu
| Dữ liệu khí hậu của La Joya, Texas (1981–2010) | Dữ liệu khí hậu của La Joya, Texas (1981–2010) | Dữ liệu khí hậu của La Joya, Texas (1981–2010) | Dữ liệu khí hậu của La Joya, Texas (1981–2010) | Dữ liệu khí hậu của La Joya, Texas (1981–2010) | Dữ liệu khí hậu của La Joya, Texas (1981–2010) | Dữ liệu khí hậu của La Joya, Texas (1981–2010) | Dữ liệu khí hậu của La Joya, Texas (1981–2010) | Dữ liệu khí hậu của La Joya, Texas (1981–2010) | Dữ liệu khí hậu của La Joya, Texas (1981–2010) | Dữ liệu khí hậu của La Joya, Texas (1981–2010) | Dữ liệu khí hậu của La Joya, Texas (1981–2010) | Dữ liệu khí hậu của La Joya, Texas (1981–2010) | Dữ liệu khí hậu của La Joya, Texas (1981–2010) |
| Tháng                                          | 1                                              | 2                                              | 3                                              | 4                                              | 5                                              | 6                                              | 7                                              | 8                                              | 9                                              | 10                                             | 11                                             | 12                                             | Năm                                            |
| ---------------------------------------------- | ---------------------------------------------- | ---------------------------------------------- | ---------------------------------------------- | ---------------------------------------------- | ---------------------------------------------- | ---------------------------------------------- | ---------------------------------------------- | ---------------------------------------------- | ---------------------------------------------- | ---------------------------------------------- | ---------------------------------------------- | ---------------------------------------------- | ---------------------------------------------- |
| Trung bình ngày tối đa °F (°C)                 | 71.1 (21.7)                                    | 75.3 (24.1)                                    | 82.2 (27.9)                                    | 87.2 (30.7)                                    | 91.4 (33.0)                                    | 96.4 (35.8)                                    | 97.3 (36.3)                                    | 98.5 (36.9)                                    | 93.6 (34.2)                                    | 88.4 (31.3)                                    | 81.7 (27.6)                                    | 72.1 (22.3)                                    | 86.3 (30.2)                                    |
| Tối thiểu trung bình ngày °F (°C)              | 48.0 (8.9)                                     | 51.5 (10.8)                                    | 57.5 (14.2)                                    | 63.7 (17.6)                                    | 70.8 (21.6)                                    | 75.2 (24.0)                                    | 75.7 (24.3)                                    | 75.8 (24.3)                                    | 72.1 (22.3)                                    | 64.8 (18.2)                                    | 56.8 (13.8)                                    | 47.8 (8.8)                                     | 63.3 (17.4)                                    |
| Lượng Giáng thủy trung bình inches (mm)        | 1.56 (40)                                      | 1.41 (36)                                      | 0.86 (22)                                      | 1.27 (32)                                      | 1.53 (39)                                      | 2.16 (55)                                      | 2.56 (65)                                      | 0.94 (24)                                      | 4.26 (108)                                     | 2.76 (70)                                      | 1.22 (31)                                      | 1.50 (38)                                      | 22.03 (560)                                    |
| Nguồn: NOAA                                    |                                                |                                                |                                                |                                                |                                                |                                                |                                                |                                                |                                                |                                                |                                                |                                                |                                                |